# Ederson
Ederson (* 17. August 1993 in Osasco; voller Name Ederson Santana de Moraes) ist ein brasilianischer Fußballtorwart. Er steht bei Manchester City in der englischen Premier League unter Vertrag und ist brasilianischer Nationalspieler.

## Karriere

### Verein
Ederson begann das Fußballspielen in der Fußballschule Champions Ebenezer in seiner Heimat Osasco. Später spielte der Torhüter in der Jugendmannschaft des FC São Paulo. Im Alter von 16 Jahren zog er nach Portugal, er wurde in die U-17 Mannschaft von Benfica Lissabon geholt. 2011 wechselte Ederson innerhalb von Portugal zum Drittligisten GD Ribeirão. Zum Ende seiner ersten Saison wurde er vom portugiesischen Erstligisten Rio Ave FC abgeworben.
Vier Jahre nach seinem Abgang aus Lissabon kehrte der brasilianische Torhüter zur Saison 2015/16 zum portugiesischen Rekordmeister Benfica Lissabon zurück, wo er zunächst in der B-Mannschaft eingesetzt wurde. Sein Debüt in der A-Mannschaft gab er während des Derbys gegen Sporting Lissabon am 5. März 2016, nachdem sich Stammtorhüter Júlio César im Training verletzt hatte. Aufgrund des längeren Ausfalls von Júlio César kam Ederson bei den restlichen Ligaspielen der Saison 2015/16, dem Achtelfinal-Rückspiel der Champions League gegen Zenit Sankt Petersburg, sowie zu den Viertelfinalspielen gegen den FC Bayern München zum Einsatz.
Zur Saison 2017/18 wechselte Ederson in die Premier League zu Manchester City. Sein Vertrag läuft bis 2025. Am 22. Dezember gewann Ederson mit dem Klub die FIFA-Klub-Weltmeisterschaft 2023 mit einem 4:0 über den Fluminense FC. Für seine Leistungen im Jahr 2023 wurde er zum IFFHS-Welttorhüter des Jahres gewählt.

### Nationalmannschaft
Zur Copa America 2016 berief Trainer Dunga Ederson in den Kader der brasilianischen Nationalmannschaft. Wegen einer Verletzung konnte er jedoch nicht am Turnier teilnehmen. Am 11. Oktober 2017 lief Ederson unter Dungas Nachfolger Tite beim 3:0-Sieg im WM-Qualifikationsspiel in São Paulo gegen Chile erstmals für die Nationalmannschaft auf. Bei der Weltmeisterschaftsendrunde 2018 in Russland gehörte Ederson als Ersatztorhüter ohne Einsatz zum brasilianischen Kader. Er gehört zum Kader für die Copa América 2019. Mit dieser konnte er den Titel gewinnen. Zu einem Einsatz kam er in keinem der sechs Spiele.

## Sonstiges
Ederson hält den Rekord für den weitesten Dropkick mit einem Fußball. Mit 75,37 m wurde dieser am 10. Mai 2018 von Guinness World Records bestätigt.

## Erfolge

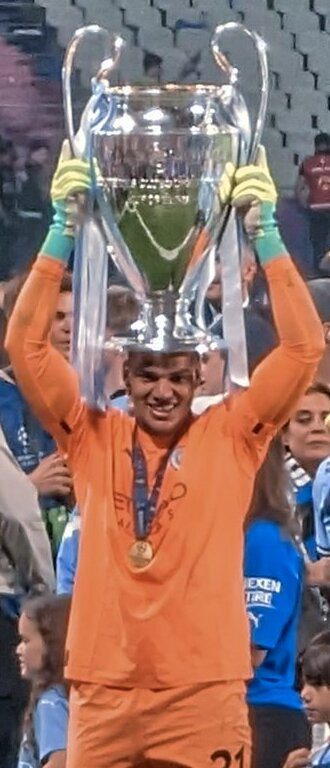
Ederson nach dem Gewinn der Champions League (2023)

### Nationalmannschaft
- Copa-América-Sieger: 2019
- Sieger des Turniers von Toulon (U23): 2014

### Vereine
International
- Champions-League-Sieger: 2023
- Klub-Weltmeister: 2023
- UEFA-Super-Cup-Sieger: 2023

Portugal
- Meister (2): 2016, 2017[12]
- Pokalsieger: 2017
- Ligapokalsieger: 2016
- Supercupsieger: 2017

England
- Meister (6): 2018, 2019, 2021, 2022, 2023, 2024
- Pokalsieger (2): 2019, 2023
- Ligapokalsieger (4): 2018, 2019, 2020, 2021
- Supercupsieger (3): 2019, 2020, 2024

### Auszeichnungen
- IFFHS-Welttorhüter des Jahres: 2023
- FIFA-Welttorhüter des Jahres: 2023
- PFA Team of the Year: 2018/19 (Premier League)